# Deutscher Twirling-Sport-Verband
Der Deutsche Twirling-Sport-Verband e. V. (D.T.S.V.) wurde im Jahr 1975 als Föderation deutscher Majoretten gegründet.

## Tätigkeit
Der Deutsche Twirling-Sport-Verband richtet regelmäßig Wettkämpfe im Breiten- und Twirlingsport aus, seit 1983 veranstaltet er deutsche Meisterschaften. Er ist Mitglied im Deutschen Tanzsportverband.
Beim Deutschen Twirling-Sport-Verband gibt es ein standardisiertes Ausbildungsprogramm. Die Twirling-Ausbildung erfolgt in drei Stufen: 
- Garde- und Standardtänze
- Turniere B-Kategorie (Cup-Disziplinen)
- Turniere A-Kategorie

### Cup-Disziplinen (ehemals B-Kategorie)
Die Cup-Turniere dienen zur Etablierung des internationalen Breitensports. Die Disziplinen orientieren sich u. a. an den Disziplinen des International Cup. Der International Cup ist ein internationales Breitensportturnier und wird vom Weltverband als Vorbereitung für Europa- und Weltmeisterschaften betrachtet.
Um vielen Twirlern die Chance einer erfolgreichen Teilnahme zu ermöglichen, nutzt der D.T.S.V. die Einheitsmusiken des Weltverbandes. Die Twirler zeigen eigene Choreografien, die sich in Leistungsgruppen B/A sowie verschiedene Altersklassen unterscheiden. Der Start ist teilweise zeitgleich und ermöglicht den Zuschauer den direkten Vergleich, was bei gleichen Bedingungen für unterschiedliche Choreografien gezeigt werden.

### A-Kategorie
A-Kategorie Turniere dienen zur Etablierung des Twirlingsports. Die die angebotenen Disziplinen orientieren sich an den Disziplinen der Europa- und Weltmeisterschaften. Die Disziplin Freestyle setzt sich aus 75 % für die Kür und 25 % für Pflichtübungen zusammen.
Für die Teilnahme in der A-Kategorie gelten Teilnahmevoraussetzungen, um den Leistungssport zu sichern.

## Tätigkeit als Veranstalter
Der Verband richtete 1985 die Weltmeisterschaft im Twirling in der Eissporthalle in Frankfurt a. M. sowie die Europameisterschaften 1990 ebenfalls in Frankfurt und 2000 in Rüsselsheim aus. Hinzu kommen mehrere internationale Turniere.